# Out of Tune (zespół muzyczny)
Out of Tune – polski zespół muzyczny grający połączenie alternatywnego rocka z elektroniką (początkowo kojarzony z nurtami disco-punk i indie rock), założony w 2005 roku.

## Historia
Zespół założony został w Warszawie w 2005 roku przez basistę i wokalistę Eryka Sarniaka, gitarzystę Maćka Sobczyńskiego i perkusistę Michała Witkowskiego. Muzycy zagrali wspólnie swój pierwszy koncert w klubie Smok w Otwocku. W 2006 roku do zespołu dołączył Mateusz Gągol, który grał na klawiszach i gitarze, obsługiwał komputery i śpiewał w chórkach. W tym samym roku zespół wydał własnym sumptem swoją debiutancką EP-kę zatytułowaną Killer Pop Machine, która zawierała cztery utwory.
W 2007 roku zespół pojawił się na EP-ce pt. Offensywa 2 – Shoes & Microphones firmowanej przez Piotra Stelmacha. W tym samym roku muzycy podpisali kontrakt z wytwórnią EMI Music Poland. W tym samym roku wystąpili na scenie Młodych Talentów w ramach Open’er Festival w Gdyni. Przyznana została im też nagroda Miazga magazynu „Pulp” w kategorii „Następna Duża Rzecz”. 22 sierpnia 2008 roku premierę ich debiutancki album studyjny zatytułowany po prostu Out of Tune. Krążek został nagrany w Warszawie w 2007 roku, za miks odpowiadał Piotr Chancewicz. Pierwszym singlem z płyty został utwór „Plastikowy”, do którego ukazał się teledysk w reżyserii Artura Koppa.
W ciągu trzech lat działalności zespół zagrał wiele koncertów w całej Polsce (m.in. w Warszawie, Poznaniu, Krakowie, Łodzi, Lublinie, Gdańsku i Szczecinie) oraz w Pradze i Berlinie. W tym czasie zagrali także rolę epizodyczną w filmie Jasne błękitne okna w reżyserii Bogusława Lindy.
W 2010 roku doszło do zmian w składzie. Gitarzystą basowym został Jakub Dykiert, który przejął tę funkcję od wokalisty Eryka Sarniaka. Perkusista Michał Witkowski został zastąpiony przez Kamila Kuklę, który odszedł z zespołu jeszcze w tym samym roku, a jego następcą został Kamil Falkor. 9 listopada 2010 roku ukazała się druga płyta studyjna zespołu zatytułowana Lights So Bright. Nagrań dokonano w studiu Dickie Dreams w Gdańsku, a producentem został Krystian Wołowski z Dick4Dick. Singlem promującym płytę została piosenka „Cash and Hearts”.
W maju 2012 roku premierę miała druga EP-ka zespołu zatytułowana Bison Jupiter And Everything Else.

## Skład

### Ostatni skład
- Eryk Sarniak – śpiew, gitara basowa
- Maciej Sobczyński – gitara
- Mateusz Gągol – instrumenty klawiszowe, gitara, śpiew (od 2006)
- Jakub Dykiert – gitara basowa, śpiew (od 2010)
- Kamil Falkor – perkusja (od 2010)

### Byli członkowie
- Michał Witkowski – perkusja (do 2010)
- Kamil Kukla – perkusja (2010)

## Dyskografia

### Albumy studyjne
- Out of Tune (2008)
- Lights So Bright (2010)

### Minialbumy (EP)
- Killer Pop Machine (2006)
- Bison Jupiter And Everything Else (2012)

### Single
- 2008 – „Plastikowy”
- 2008 – „Refugees”
- 2010 – „Cash and Hearts”